# Sông Nhuệ
Sông Nhuệ hay Nhuệ Giang là một con sông nhỏ, phụ lưu của sông Đáy. Sông dài khoảng 76 km, chảy ngoằn ngoèo gần như theo hướng bắc Tây Bắc-Nam Đông Nam qua địa phận thành phố Hà Nội và tỉnh Hà Nam.

## Tuyến sông
Sông Nhuệ, trước khi được đào thông với sông Hồng, lấy nước từ đầm Bát Long thuộc xã Hạ Mỗ, huyện Đan Phượng. Trải qua nhiều lần đào, sông mới có được hình thể như ngày nay.
Điểm bắt đầu của nó là rãnh Liên Mạc, lấy nước từ sông Hồng trong địa phận quận Bắc Từ Liêm (thành phố Hà Nội) và điểm kết thúc của nó là cống Phủ Lý khi hợp lưu vào sông Đáy gần thành phố Phủ Lý (tỉnh Hà Nam). Sông chảy qua các quận, huyện: Bắc Từ Liêm, Nam Từ Liêm, Hà Đông, Thanh Trì, Thanh Oai, Thường Tín, Phú Xuyên của thành phố Hà Nội; thị xã Duy Tiên của tỉnh Hà Nam và cuối cùng đổ vào sông Đáy ở khu vực thành phố Phủ Lý. Diện tích lưu vực của nó khoảng 1.075 km² (phần bị các đê bao bọc). Ngoài ra, nối sông Đáy với sông Nhuệ còn có các sông nhỏ như sông La Khê (qua quận Hà Đông), sông Tô Lịch, sông Vân Đình, sông Duy Tiên, sông Ngoại Độ, v.v...

## Vấn đề về mặt môi sinh
Hiện nay sông Nhuệ đang bị bồi lắng và ô nhiễm rất nặng do nước thải công nghiệp và sinh hoạt từ thành phố Hà Nội (một phần là do nối với sông Tô Lịch gần Văn Điển), Hà Đông và ảnh hưởng rất nhiều tới sức khỏe của những người dân sống trong lưu vực của nó.
Lượng nước thải vào sông Nhuệ với hàm lượng DO (viết tắt tiếng Anh: Dissolved Oxygen) hầu như không còn nữa đã biến con sông này thành con "sông chết" vì tôm cá không thể sinh sống ở mức độ đó. Vào mùa khô dòng sông cạn kiệt, trơ đáy bùn nên nhiều khúc sông không khác gì bãi rác lộ thiên.